# Teius suquiensis
Teius suquiensis là một loài thằn lằn trong họ Teiidae. Loài này được Avila & Martori miêu tả khoa học đầu tiên năm 1991.